# Peterův princip
Peterův princip je zásada, podle níž jsou zaměstnanci organizace povyšování do vyšších pozic na základě výkonu a zásluh, které podali během působení v pozici nižší. Neexistuje ovšem žádný vztah mezi kvalitou výkonu podaného na nižší pozici, a schopností plnit často diametrálně odlišné požadavky, které jsou spjaty s pozicí vyšší. Bývá pak pouze otázkou času, kdy bude poměrně úspěšný pracovník povýšen do funkce, na jejíž plnění níž jeho schopnosti a dovednosti stačit nebudou. Každý zaměstnanec má tedy šanci, že na určitém stupni kariérního růstu dosáhne svou "úroveň nekompetentnosti". A tak funkčnost organizace ve skutečnosti závisí na výkonu masy průměrných, kteří povyšováni nejsou. Toto pravidlo formulovali Laurence J. Peter a Raymond Hull v knize Peterův princip s podtitulem Užitečná věda hierarchologie, která vyšla v roce 1968
.

## Charakteristika
Autoři Peterova principu dospěli k přesvědčení, že "zaměstnanci mají tendenci postupovat v kariéře, dokud nedosáhnou úrovně svojí nekompetentnosti". To znamená, že nabývají odpovědnost a autoritu, dokud nepřestanou své úkoly plnit efektivně. Na té úrovni pak setrvávají, protože si kvůli neschopnosti plnit aktuální úkoly nezaslouží další povýšení. Důsledkem tohoto procesu je postupné obsazení všech pozic v organizaci nekompetentními zaměstnanci. Z uvedeného vyplývá, že pracovní úkoly jsou de facto plněny jen zaměstnanci, kteří za své zásluhy nebyly povýšeni. Ti obvykle nacházejí způsoby, jak nepatrně manipulovat se svými nadřízenými, aby omezili případné škody způsobené nesprávným řízením.
Kritériem neschopnosti nemusí být nutně komplikovanost operací, které se na vyšších úrovních v hierarchii organizace mají vykonávat. Nová pozice však může vyžadovat odlišné dovednosti. Např. expert v oblasti informačních technologií může být špičkou ve své specializaci, ale po povýšení na projektového manažera mu v úspěšném vedení týmu, který mu byl přidělen, může překážet absence emoční inteligence.

## Řešení
Existují metody, kterými mohou organizace zmírnit rizika spojená s Peterovým principem. Jedním ze způsobů je odměňování zaměstnance za dobře vykonanou práci nikoliv povýšením, ale například jen zvyšováním platu (i nad úroveň nadřízeného), přičemž jeho místo v hierarchii organizace zůstane nezměněno. Vyhnout se dosažení "úrovně nekompetentnosti" je možné i tím, že zaměstnanec se ještě před povýšením podrobí speciálnímu tréninku, který u něj prověří schopnosti vyžadované na dalším stupni pyramidy organizace.